# Viva Communications
Viva Communications, Inc. (noto anche come Viva Entertainment, Inc.) è un conglomerato multinazionale filippino con sede a Ortigas Center, Pasig. È stata fondata nel 1981 da Vic del Rosario Jr. e sua sorella Tess Cruz.

## Società controllate
- Studio Viva
- Ultimate Entertainment
  - Halo-Halo Radio
- Viva Films
- Viva International Food and Restaurants, Inc.
  - Botejyu
  - Paper Moon Cake Boutique
  - Pepi Cubano
  - Yogorino
  - Wing Zone
- Viva International Pictures
- Viva Music Group, Inc.
  - Viva Records
  - Vicor Music
  - Ivory Music and Video
- Viva Publishing Group, Inc.
  - Viva PSICOM Publishing Corporation
  - Viva Starmometer Publishing Corporation
  - VRJ Books Publishing
- Viva Video, Inc.

## Divisioni
- Viva Artists Agency
- Viva Cable TV
  - Pinoy Box Office
  - Viva Cinema
  - Sari-Sari Channel
  - Celestial Movies Pinoy
  - Tagalized Movie Channel
  - Viva TV
- Viva Digital
  - Oomph TV
  - Vivamax
  - Viva One
- Viva Interactive
- Viva Live
- Viva Sports